# Isochromodes sordida
Isochromodes sordida är en fjärilsart som beskrevs av Paul Dognin 1910. Isochromodes sordida ingår i släktet Isochromodes och familjen mätare. Inga underarter finns listade i Catalogue of Life.